# Ши (Акерсхус)
Ши (норв. Ski) је град у Норвешкој. Град је у оквиру покрајине Источне Норвешке и припада округу Акерсхус, где је трећи град по величини. Шије једно од већих предграђа Осла.

## Географија
Град Шисе налази у југоисточном делу Норвешке. Од главног града Осла град је удаљен 25 km јужно од града.
Шисе налази у јужном делу Скандинавског полуострва, у оквиру историјске области Фоло. Град се развио удаљено од мора, на излазном путу из Осла ка југу. Око града се издиже горје. Сходно томе, надморска висина града иде од 120 до 165 м надморске висине.

## Историја
Први трагови насељавања на месту данашњег Шија јављају се у доба праисторије. Насеље није било значајније све до новијег доба, а посебно је нарасло последњих пар деценија. 2004. године Шије добио градска права.
Током петогодишње окупације Норвешке (1940—45) од стране Трећег рајха Шии његово становништво нису значајније страдали.

## Становништво
Данас Шиима око 11 хиљада становника, док на подручју општине живи близу 30 хиљада становника. Последњих година број становника у граду се повећава по годишњој стопи од 1,5%. Овако брзо раст узрокован је ширењем градског подручја Осла, чије је Шипредграђе.

## Привреда
Привреда Шија се традиционално заснивала на пољопривреди. Последњих година значај индустрије, пословања и услуга је све већи.

## Збирка слика
- Насеље Ши
- Предео око Шија
- Железничка станица у Шију